# Oedaspis maraisi
Oedaspis maraisi är en tvåvingeart som beskrevs av Munro 1935. Oedaspis maraisi ingår i släktet Oedaspis och familjen borrflugor. Inga underarter finns listade i Catalogue of Life.